# Embrace the Storm
Embrace the Storm (перевод на рус. Обнять бурю) — дебютный альбом нидерландско-мексиканской симфоник-метал группы Stream of Passion, выпущенный 24 октября 2005 года звукозаписывающим лейблом InsideOut Music. Выпуску альбома предшествовал выпуск сингла Wherever You Are (18 октября 2005 года); а через несколько месяцев был выпущен второй сингл — Out in the Real World (27 февраля 2006 года).

## Список композиций
Тексты и музыку к песням писали участники коллектива — Арьен Люкассен (также выступивший продюсером группы) и Марсела Бовио. Общая продолжительность композиций альбома (на европейском издании) — 53 минуты 45 секунд.
1. Spellbound — 3:33
2. Passion — 5:19
3. Deceiver — 5:08
4. I’ll Keep On Dreaming — 3:44
5. Haunted — 4:30
6. Wherever You Are — 5:07
7. Open Your Eyes — 5:13
8. Embrace the Storm — 4:11
9. Breathing Again — 3:37
10. Out In The Real World — 4:31
11. Nostalgia — 3:07
12. Calliopeia — 5:38

## Над альбомом работали

### Участники группы
- Марсела Бовио — вокал, скрипка
- Арьен Антони Люкассен — клавишные
- Лори Линструт — гитара
- Йохан ван Стратум — бас-гитара
- Алехандро Мильян — фортепиано
- Дэви Микерс — ударные

### Сессионные музыканты
- Robert Baba, Jenneke Tesselaar, Herrman van Haaren, Friedmar Hitzer — скрипки
- Marieke van der Heyden, Tjakina Oosting, Jacqueline Hamelink — виолончели
- Joost van den Broek, Robert Baba — аранжировка

### Прочие
- Арьен Антони Люкассен — звукорежиссёр
- Peter van't Riet — мастеринг
- Edwin van Hoof, Alan Flores, Lex Hulleman, Stefan Schipper — фотографы
- Lida van Straaten, Oscar Acosta — стилисты